# We Made It
We Made It – pierwszy singel Busty Rhymesa z albumu I’m Blessed, tworzony wspólnie z Linkin Park. Wydany 29 kwietnia 2008.

## Lista utworów
1. We Made It (Clean) 3:58
2. We Made It (Dirty) 3:57
3. We Made It (Instrumental) 3:56